# Labeo falcipinnis
Labeo falcipinnis är en fiskart som beskrevs av Boulenger, 1903. Labeo falcipinnis ingår i släktet Labeo och familjen karpfiskar. IUCN kategoriserar arten globalt som livskraftig. Inga underarter finns listade i Catalogue of Life.